# Инфекционная клиническая больница № 2
Инфекционная клиническая больница № 2 — крупнейшая инфекционная больница города Москвы. Расположена в районе Соколиная Гора. Больничный комплекс из 17 корпусов занимает площадь 18 гектаров. Коечная емкость 810 штатных коек, из них 670 взрослых, 60 детских, 80 акушерских (более 49 % инфекционных коек города Москвы для взрослого населения).
Основная задача больницы: оказание специализированной медицинской помощи пациентам с инфекционными заболеваниями, включая ВИЧ-инфекцию, менингококковую инфекцию, малярию и особо опасные инфекции.

## История
Больница «Соколиная Гора» была открыта 1 июля 1937 года, в своей структуре она имела 1000 коек, в том числе 650 для инфекционных больных. В период 1950—60-х годов больница становится крупным клиническим центром по лечению инфекционных заболеваний. К началу 1970-х годов больница окончательно сформировалась как инфекционный стационар с широким профилем лечебных отделений. В 1978 году в больнице было 45 отделений и 1900 коек для инфекционных больных.
1987 года было открыто отделение для лечения пациентов с ВИЧ-инфекцией. С 1990 года начал функционировать Московский городской центр профилактики и борьбы со СПИДом. В 1991 году на базе роддома больницы было организовано отделение для оказания акушерско-гинекологической помощи ВИЧ-инфицированным женщинам.
В 1995 году больница имела 15 отделений на 1010 коек.
В ноябре 2002 года был введён в эксплуатацию административно-боксированный 18-этажный корпус, имеющий в своей структуре 300 мельцеровских боксов на 420 коек.
С сентября 2013 года открыт городской кабинет экстренной иммунопрофилактики клещевого энцефалита.
В 2016 году введен в эксплуатацию и функционирует новый лабораторно-аптечный корпус (ЛАК) в котором расположены: клинико-диагностическая, биохимическая и бактериологическая лаборатории и аптека больницы.
В июле 2017 года введено в эксплуатацию новое здание родильного дома.
В больнице сформировался большой отряд высококвалифицированных врачей-инфекционистов, способных решать самые сложные вопросы диагностики и лечения инфекционных заболеваний. Сегодня в больнице работают: 296 врачей, 594 сотрудника среднего медицинского персонала, 59 младшего медицинского персонала, 4 провизора, 5 фармацевтов. Среди врачей: 14 имеют степень доктора медицинских наук, 59 — кандидата медицинских наук, два Заслуженных врача Российской Федерации, 163 врача высшей квалификационной категории и 37 имеют первую аттестационную категорию.

## Структура больницы

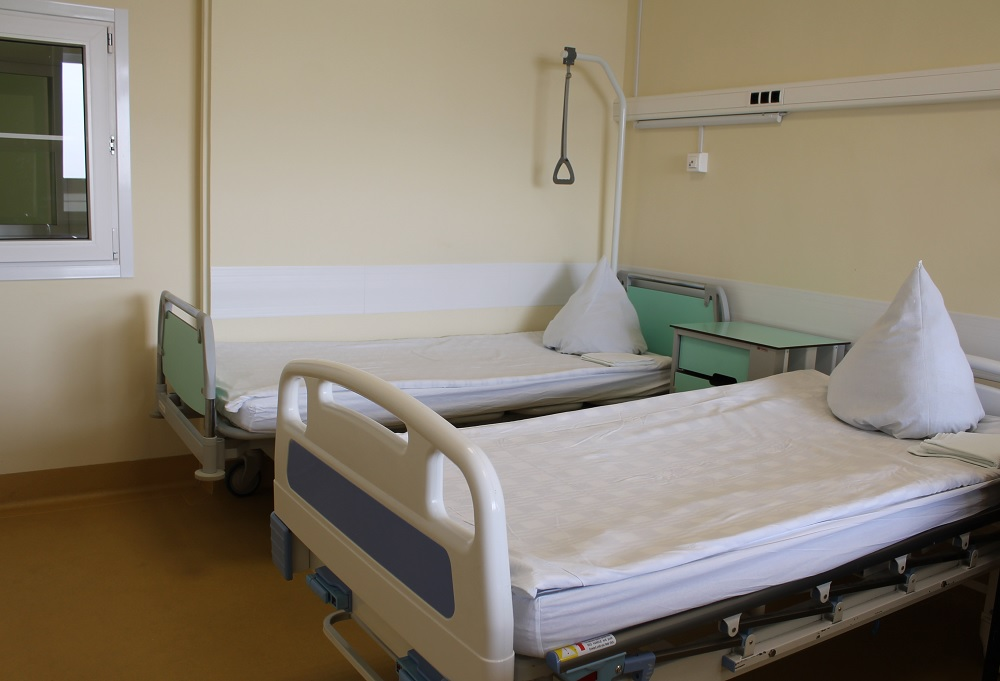
Боксированная палата ИКБ № 2

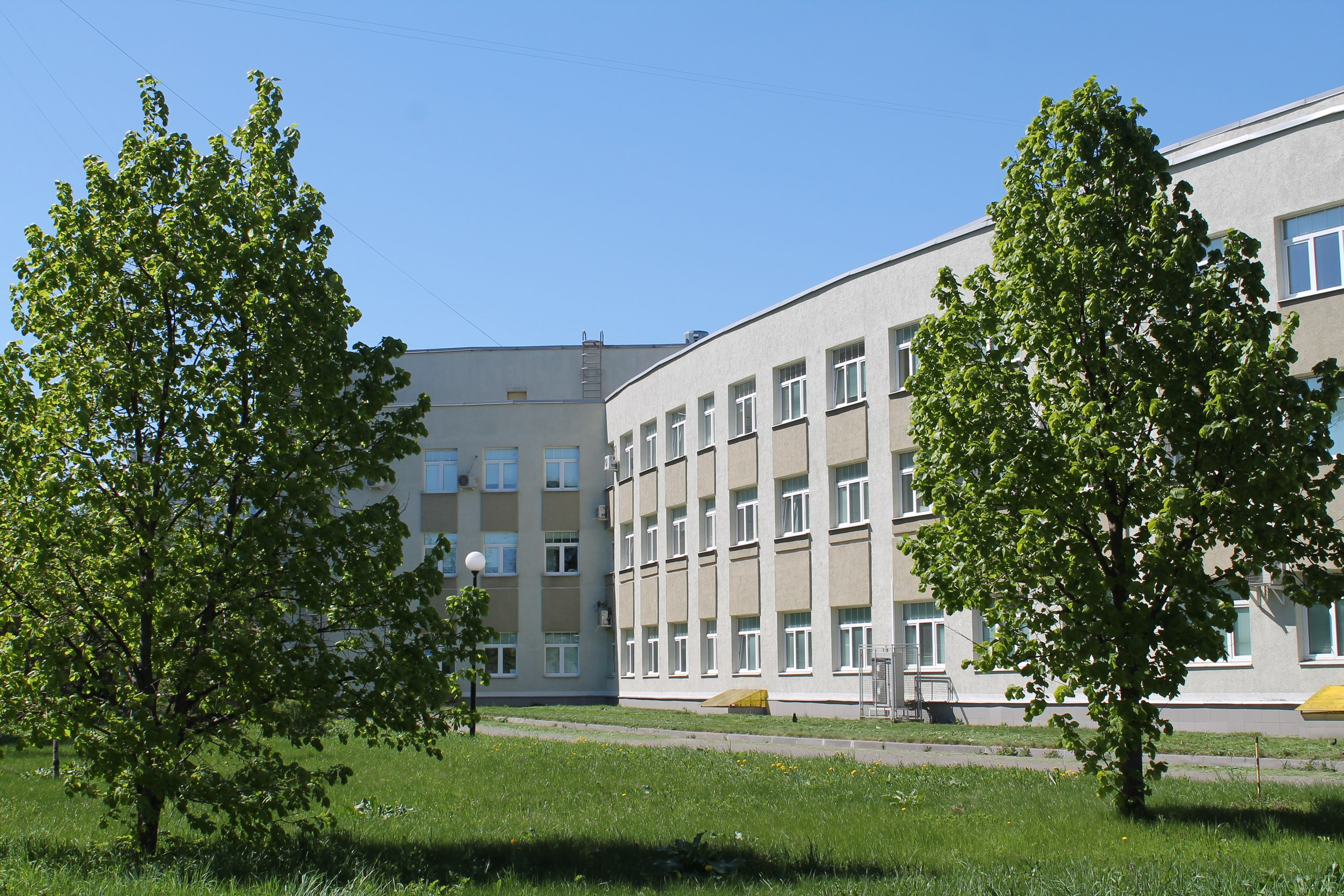
Корпус ИКБ № 2

### Приемное отделение
- 13 диагностических боксов
- Городской кабинет экстренной профилактики клещевого вирусного энцефалита

### Инфекционные отделения
- 1 инфекционное отделение
- 2 инфекционное отделение
- 3 инфекционное отделение
- 4 инфекционное отделение
- 5 инфекционное отделение
- 6 инфекционное отделение
- 7 инфекционное отделение
- Детское инфекционное отделение

### Отделения реанимации и интенсивной терапии
- Отделение анестезиологии и реанимации с палатами интенсивной терапии
- Отделение реанимации и интенсивной терапии
- Отделение интенсивной терапии

### Диагностические отделения
- Отделение ультразвуковой диагностики
- Отделение функциональной диагностики
- Рентгеновское отделение
- Эндоскопическое отделение
- Отделение лабораторной диагностики

### Вспомогательные отделения
- Консультативное отделение
- Физиотерапевтическое отделение
- Патологоанатомическое отделение

### Московский Городской Центр профилактики и борьбы со СПИДом (МГЦ СПИД)
- 8 инфекционное отделение МГЦ СПИД
- 9 инфекционное отделение МГЦ СПИД
- 10 инфекционное отделение МГЦ СПИД
- Отделение клинической эпидемиологии и консультирования МГЦ СПИД
- Отделение профилактики ВИЧ-инфекции МГЦ СПИД
- Поликлиническое отделение МГЦ СПИД
- Центральная лаборатория диагностики ВИЧ-инфекции МГЦ СПИД
- Амбулаторно-поликлиническое педиатрическое отделение МГЦ СПИД

## Кафедры
На базе отделений больницы открыты клинические кафедры трёх медицинских учебных учреждений Москвы.
Больница является клинической базой кафедры инфекционных болезней с курсом эпидемиологии Московского государственного медико-стоматологического университета им. А. И. Евдокимова, руководимой академиком РАН, профессором Ющуком Н. Д., кафедры инфекционных болезней Первого Московского медицинского университета им. И. М. Сеченова, руководимой профессором Волчковой Е. В., кафедры инфекционных болезней с курсом эпидемиологии Российского университета дружбы народов, руководимой профессором Кожевниковой Г. М., а также базой Центрального научно-исследовательского института эпидемиологии Роспотребнадзора под руководством Покровского В. И.
Совместно с кафедрами ведется научная работа по следующим направлениям: гнойные менингиты, вирусные гепатиты, воздушно-капельные инфекции у взрослых, малярия, рожа, ВИЧ-инфекция, острые кишечные инфекции, лабораторная диагностика при инфекционных болезнях, хирургические болезни у ВИЧ-инфицированных больных и т. д.

## Проезд до больницы
Больница находится в пешей доступности от платформы МЦК «Соколиная Гора».
- От станции метро Электрозаводская: на автобусе 86 до конечной остановки: «Больница Соколиной горы».
- От станции метро Семеновская на автобусах 254, 702, трамваях 34, 36 до остановки «8-я ул. Соколиной Горы» — далее вверх по 8-й ул. Соколиной Горы
- От станции метро Семеновская или Шоссе Энтузиастов — на автобусах № 36, 83 до остановки «Улица Бориса Жигулёнкова» или на автобусе № 141 до остановки «Больница Соколиной Горы»— далее вверх по 8-й ул. Соколиной Горы